# Apistogramma steindachneri
Apistogramma steindachneri är en fiskart som först beskrevs av Regan, 1908.  Apistogramma steindachneri ingår i släktet Apistogramma och familjen Cichlidae. Inga underarter finns listade i Catalogue of Life.